# Ucrainenii din Turcia
Conform evaluărilor experților, există aproximativ 20 de mii de ucraineni care trăiesc permanent sau temporar în Turcia.
Majoritățile ucrainenilor din Turcia sunt concentrate în Istanbul și Antalya.
Cu sprijinul Ambasadei Ucrainei în Republica Turcia și al Consulatului General al Ucrainei la Istanbul, Asociația Culturală Ucraineană a fost creată la Istanbul în mai 2008, iar organizația «Familia ucraineană» a fost înființată la Antalya în iunie 2009.
Liceul Internațional, numit după cel mai faimos poet ucrainean Taras Șevcenko, funcționează în cadrul Asociației Culturale Ucrainene din Istanbul. Atât ucrainenii cât și reprezentanții altor naționalități pot să obțină un certificat de stat ucrainean de studii în liceu. Elevii Liceului sunt învățați conform curriculelor de stat ale școlilor secundare ucrainene. O atenție deosebită este acordată studiului limbii, literaturii și istoriei ucrainene.